# Palmophyllales
Palmophyllales é uma ordem monotípica de algas verdes taloides, profundamente basal, que possivelmente forma um grupo irmão da Chlorophyta. Tem como única família o agrupamento Palmophyllaceae Zechman et al. 2010.

## Descrição
Estes organismos sobrevivem em águas marinhas profundas, onde a pressão da predação é reduzida. O grupo contém os géneros extantes Palmophyllum, Verdigellas e Palmoclathrus.
A morfologia das algas do grupo Palmophyllales é pouco usual pois estes organismos são compostos por células embebidas numa matriz gelatinosas, sendo por isso multicelulares, mas não da forma convencional.

## Géneros
A família Palmophyllaceae Zechman et al. 2010 inclui os seguintes géneros:
- Palmoclathrus Womersley 1971
- Palmophyllum Kützing 1845 non Conwentz 1886
- Verdigellas Ballantine & Norris 1994